# Des femmes disparaissent (roman)
Des femmes disparaissent est un roman de Christian Garcin paru en 2011 aux éditions Verdier.

## Résumé
Le roman est présenté comme étant écrit par un jeune Chinois nommé Chen Wanglin, par ailleurs personnage des romans La Piste mongole (Verdier 2009) et Les nuits de Vladivostok (Stock 2013). Il met en scène un détective privé chinois — décrit : « Avec ses grosses joues et son regard impassible, il avait tout d’un lutteur de sumo à la retraite, le chignon en moins. Ou de la divinité dodue d’un autel domestique, le sourire en moins. Le Miyagachi Tose aux cheveux ras des détectives privés. Le Bouddha austère et repu des justiciers qui opèrent dans l’ombre » — nommé Zhu Wenguang, dit « Zuo Luo », ou encore « Zorro » qui, de la Chine du sud à Hokkaido en passant par le Chinatown de New York, part sur les traces des femmes qui ont marqué sa vie : la belle Yatsunari Sesuko, qui a fini sa vie cloîtrée dans un temple bouddhiste, la timide Zheng Leyun dont la famille fut massacrée pendant la Révolution culturelle, ou encore la délicieuse Yang Cuicui jadis maltraitée par son yakusa de mari. Les destinées tragiques de ces trois femmes se répondent, et le convoquent soudain. Aidé par une medium, un chien errant et une enfant perdue, il devra tenter de démêler l’écheveau des souvenirs, au rythme lancinant d’un road movie existentiel bercé de contes traditionnels et de musiques chinoises.

## Éditions
- Des femmes disparaissent, Paris, éditions Verdier, 2011.
- Des femmes disparaissent, Paris, collection de poche, éditions Points, (n°P3320), 2014.  (ISBN 9782757832981)

## Prix
Prix des lycéens d'Île-de-France, 2011 ;
Prix Roland de Jouvenel de l'Académie française, 2011

## Réception critique
« Est-ce un roman policier ? Est-ce un conte moderne ? Les deux. Et rien de tout cela. Christian Garcin, véritable manieur de rêves, emprunte aux différents genres littéraires pour créer le sien, où se croisent la logique rigoureuse de l'enquête et le délicieux farfelu de la fantaisie. (…) Roman noir, road-movie, légende fantastique, ce livre déroutant propose une revigorante plongée dans le monde actuel. » (François Busnel, L’Express)
« Délices du polar, délices de l’exotisme, bonheur des jeux de piste, Des femmes disparaissent (…)  a tout pour plaire et bien plus encore. » (Eleonore Sulser, Le Temps)
« Un Zorro chinois, détective privé, libérateur de femmes martyrisées, dernière incarnation des héros polymorphes de Christian Garcin, au mieux de sa forme. » (Alain Nicolas, L’Humanité)
« Il s’agit d’un texte d’une haute qualité littéraire, raffiné et mélancolique, semé d’incidentes inattendues, qui initie le lecteur aux subtilités de la civilisation chinoise. Du très grand art. » (Bruno de Cessole, Valeurs actuelles)
« En bouleversant nos habitudes de lecture, le romancier réussit à tout faire gober avec jubilation. » (Christine Ferniot, Lire)
« Christian Garcin, tout en gardant le style maîtrisé qu’on lui connaît, se permet, sans trébucher, de conduire le lecteur sur tous les registres de la narration, parmi lesquels une surprenante drôlerie et une petite touche de mélodrame. » (Jean-Baptiste Harang, Le Magazine littéraire)
« Il y a énormément de fantaisie, de vivacité, de vraie et élégante drôlerie dans ce parcours - mais tout cela modulé par un désenchantement discret et tenace, un secret fond d'anxiété. » (Nathalie Crom, Télérama)
« Tout est suggéré avec légèreté et un perpétuel amusement. Dès lors, loin de se perdre dans cette construction élaborée, on jubile des hasards et des clins d’œil de l’auteur (autocitations, références littéraires ou cinématographiques), de ses jeux de doubles (de triples), ou, plus simplement, de l’humour pince-sans-rire du récit. » (Pascal Jourdana, Le Matricule des Anges)
« Ainsi l’œuvre de l’auteur se construit-elle comme un labyrinthe aux bifurcations multiples, où les personnages circulent d’un récit à l’autre, dans la réflexion curieuse de la réalité et des fictions qui s’engendrent en se réinventant. » (Aude Fanlo, Zibeline)